# Hyänen (Film)
Hyänen (Originaltitel: Hyènes) ist der zweite Langspielfilm des senegalesischen Regisseurs Djibril Diop Mambéty. Friedrich Dürrenmatts Tragikomödie „Der Besuch der alten Dame“ aus dem Jahre 1956 diente als Vorlage.

## Handlung
Colobane, eine kleine senegalesische Stadt im Sahel, erwartet Linguère Ramatou, eine alte Dame aus Colobane, die zu unermesslichem Reichtum gekommen ist. Nach 30 Jahren kehrt sie zurück. Der Bürgermeister ist aus dem Häuschen in zweierlei Sinn. Gerade wurde sein Rathaus versteigert. So hofft er auf den Geldsegen der ehemaligen Tochter der Stadt. Wer kannte sie den eigentlich? Er fragt im Stadtrat, der nun in einer Ruine tagen muss. Der Lebensmittelhändler Draman Drameh hatte sogar mal was mit ihr. Er soll den Empfang übernehmen, gegen das Versprechen, der nächste Bürgermeister zu werden. Der feierliche Empfang wird am Busbahnhof aufgebaut. Doch Linguère Ramatou kommt am Bahnhof an. Sie hatte den Zug, der nicht in Colobane hält, per Notbremsung zum Halt gebracht. Geld für die Entschädigung des empörten Zugführers spielt keine Rolle. Der offizielle Empfang eilt zum Bahnhof. Doch Linguère Ramatou ist scheinbar nur an Daman Drameh interessiert. Er lädt sie zu einem zweisamen Spaziergang zu den alten Plätzen ihrer Liebe. Linguère Ramatou ist nun eine gehbehinderte alte Dame, die Folgen eines Flugzeugabsturzes. Sie fragt: „Wie alt war ich, als du mir das Hemd hochgezogen hast? - Siebzehn.“ Sie wurde schwanger. Daman Drameh hat sich nicht zu dem Kind bekannt. Er wollte die Tochter des reichen Lebensmittelhändlers heiraten. In einem Vaterschaftsprozess ließ Damen Drameh gedungene Zeugen auftreten, die beeideten, dass sie auch etwas mit Linguère Ramatou hatten. Als Hure wurde sie aus Colobane verstoßen, ihr Kind lebte nur ein Jahr. „Ihr habt mich zur Prostituierten gemacht und ich die Welt zum Bordell.“ Damen Drameh steht nicht zu seiner Schuld. Er meint, dass Linguère Ramatou doch so in die Welt gekommen ist und Erfolge haben konnte, während er nicht aus Colombane herausgekommen ist.
Auf dem offiziellen Treffen mit den Honoratioren und der Bevölkerung von Colobane wird Linguère Ramatou die Hoffnungen der armen Bewohner auf einen Geldsegen erfüllen: 50 Milliarden CFA-Francs für Colobane und eben so viel als Summe, die unter den Bewohnern aufgeteilt werden soll. Aber sie stellt eine Bedingung. Sie will Gerechtigkeit. Gezahlt wird nur, wenn Damen Drameh tot ist. Die gedungenen Falschaussager des Prozesses hat sie mitgebracht. Natürlich weisen der Bürgermeister und alle Honoratioren, besonders der Schullehrer dieses Ansinnen als empörend zurück.
Als paralleles Geschehen wird die rituelle Opferung eines Stieres gezeigt, vorbereitet mit dem ekstatischen Tanz des Opferpriesters.
Damen Drameh muss erleben, dass sich das Verhalten seiner Kunden verändert. Sie kaufen teuerste Lebens- und Genussmittel und lassen anschreiben, als erwarteten sie einen Geldsegen in Zukunft. Er spürt, dass auch seine einflussreichen Freunde, der Bürgermeister, der Polizeichef, der Priester so verfahren. Er findet keine Unterstützung in seiner aufkommenden Todesangst. Der Bürgermeister bedeutet ihm, dass er als so gemeiner Schuft nicht sein Nachfolger werden könnte. Auch ein Fluchtversuch wird durch eine große Menschenmenge verhindert. Sie geben vor, nur am Bahnhof zu sein, um ihm eine gute Reise zu wünschen - lassen ihn aber nicht in den Zug einsteigen. Inzwischen sind zwei große LKWs in Colobane eingetroffen. Die Menschen können Kühlschränke, Fernsehgeräte, gar Autos auf Kredit erwerben. Es findet ein riesiger Rummel mit Feuerwerk statt. Auch Damen Dramehs Frau beteiligt sich besonders dreist am Erwerb.
Nur der Schuldirektor und der Arzt versuchen, den offiziellen Mord an Damen Draheh abzuwenden. Sie beschwören Linguère Ramatou statt der Ausschüttung des Geldes lieber Grund und Boden um Colobane und die Fabrik zu kaufen, um durch die Ausbeutung der reichen Lagerstätten auch zur Wohlfahrt der Menschen in Colobane beizutragen. Aber sie besitzt das schon alles. Sie beharrt auf ihrem Weg zur Gerechtigkeit.
Damen Drameh weiß nun, dass er sterben wird. Er ist geläutert, empfiehlt seiner Frau einen Weg ohne ihn. Er verabschiedet sich von Linguère Ramatou. Jetzt erst erkundigt er sich nach dem Namen, nach dem Schicksal seiner Tochter. Linguère Ramatou sehr gebrechlich, sagt ihm, dass sie nach dem Tode auf einer Insel im Meer leben werden, bewacht von Göttern.
Damen Drameh geht zu der Gerichtsversammlung in einer Schlucht, wo Bürgermeister und die Männer von Colobane über ihn zu Gericht sitzen wollen. Es geht nicht um die Schuldfrage von Damen Drameh, sondern nur um die Frage, ob das Geschenk von Linguère Ramatou angenommen werden soll. Alle sind dafür, auch der Schullehrer. Es mutet wie ein archaisches Menschenopferritual an. Immer der gleiche Satz wird hypnotisierend wiederholt: „Wir nehmen die Schenkung an - nicht des Geldes wegen, nur der Wahrheit zuliebe.“ Am Ende bleibt von Damen Drameh nur der Rock, als wären Hyänen über ihn hergefallen.
Riesen Bulldozer wälzen das Land um. Am Horizont sieht man, dass gesichtslose Hochhäuser entstanden sind.

## Produktion
"Die Geschichte wird dem europäischen Publikum vertraut vorkommen, auch wenn es mit dem afrikanischen Kino nicht sehr vertraut ist. "Hyänen" basiert nämlich auf dem berühmten Theaterstück von Friedrich Dürrenmatt "Der Besuch der alten Dame".
Im Gegensatz zu anderen Verfilmungen blieb Djibril Diop Mambéty (1945–1998) sehr nah an der Vorlage, vor allem was den Text betrifft. Und wie das Theaterstück ist auch der Film in drei Akte unterteilt, wobei die Übergänge durch zwei Überblendungen in Schwarz markiert werden.
Für diese Adaption arbeitete der senegalesische Regisseur eng mit Friedrich Dürrenmatt zusammen. Das Ergebnis hat der 1990 verstorbene Dürrenmatt nie sehen können: Als "Hyènes" 1992 bei den Internationalen Filmfestspielen in Cannes präsentiert wurde, liess Djibril Diop Mambéty in Erinnerung an den Schweizer Autor einen Platz neben sich frei."
Die deutsche Erstaufführung war die Ausstrahlung des Filmes bei 3sat am 25. Oktober 1996.

## Hintergrund
Den Namen für diese fiktive Stadt Colobane im Sahel entlehnte Djibril Diop Mambéty seiner Geburtsstadt, heute ein Stadtteil von Dakar.

## Kritiken
Oliver Armknecht meint: "Im Großen und Ganzen hält sich "Hyänen" jedoch mehr an die Vorlage, ohne sie nennenswert anzupassen. Interessant und sehenswert ist der Film aber schon. Die Art und Weise, wie sich hier die Ereignisse verschärfen, das brave Dorf zunehmend der Gier verfällt und selbst die Unschuldigen der Versuchung nicht widerstehen können ..., das ist schon erschreckend."
Der Filmdienst findet, dass es eine faszinierende Idee sei, die bekannte Geschichte in einen anderen kulturellen Kontext einzubetten. Er kritisiert, dass der Film zu oft im Dialogischen und Theaterhaften bleibt.

## Auszeichnungen
Der Film war auf den Internationalen Filmfestspielen in Cannes 1992 für die "Goldene Palme".nominiert.